# 花王院快翁
花王院 快翁（けおういん かいおう）は、安土桃山時代の真言宗の僧侶、武将。後に還俗し、俗名を繁宗（しげむね）としたとする説もある。

## 経歴
紀伊国有田郡保田庄の武家で、守護畠山氏と織田信長に従った保田知宗の弟。高野山塔頭・花王院の住職を務めた。天正9年（1581年）信長の高野山攻めでは、山徒諸士を率いて麻生津口・学文路口を方面を守備し、翌年に織田軍が麻生津口より西尾山砦に侵攻を始めると防戦に努めた。
天正11年（1583年）賤ヶ岳の戦いで柴田氏についた兄・知宗が敗死すると、保田3,500石を継承して豊臣秀長に仕える。後に大和国竹田・畝傍・大窪・羽内・松山・二階堂等に所領を与えられた。秀長が死去した翌文禄元年（1592年）秀吉の命で家督を子の則宗に譲り、同5年（1596年）69歳で没。